# Maria Dolors Camats i Luis
Maria Dolors Camats i Luis   (Barcelona, 24 de març de 1971) és una política catalana. Ha estat diputada al Parlament de Catalunya i dirigent d'Iniciativa per Catalunya Verds (ICV).

## Biografia
Dels 18 als 30 anys va participar activament en associacions i moviments juvenils a Catalunya i a nivell europeu, cosa que la va portar a viure un any a Brussel·les. Va ser fundadora i presidenta de RAI (Recursos d’Animació Intercultural) va ser membre del bureau del Fòrum Europeu de la Joventut (1997-1999) i també va ser presidenta del CNJC (2000-2001).
Té formació en ciències polítiques (UAB) i en gestió de ONG (ESADE) i ha treballat tant en el tercer sector i l'economia social com en projectes de cooperació al desenvolupament, entre altres a la Xarxa Vives d'Universitats.
El 2003 va ser escollida com a independent a la llista de ICV per Barcelona i va ser diputada al Parlament de Catalunya del 2003 al 2015, essent la portaveu del grup parlamentari des del 2009. El 2007 va tenir la seva segona filla i fou la primera parlamentària a l’Estat espanyol a exercir el dret a la delegació de vot per maternitat. També va ser la portaveu d'ICV del 2004 al 2009 i el 21 d’abril de 2013 fou escollida coordinadora nacional del partit, juntament amb Joan Herrera. El 12 de març de 2016 van ser substituïts en la coordinació per Ernest Urtasun, Marta Ribas i David Cid.
Forma part del Consell Rector de la cooperativa Abacus, i el gener de 2023 s'anuncià el seu nomenament com a directora de la Fundació Catalunya Europa, de l'executiva de la qual era membre fins aleshores.